# Dirades mutans
Dirades mutans är en fjärilsart som beskrevs av Butler 1887. Dirades mutans ingår i släktet Dirades och familjen Uraniidae. Inga underarter finns listade i Catalogue of Life.